# Bergbúa þáttr
Bergbúa þáttr ("fortællingen om bjergboeren") er en kort norrøn þáttr fra Island. Den handler om Þórðr og hans kammerat, der en vinter farer vild på vej til kirke og søger ly i en grotte. Da de er kommet ind i grotten og har fundet sig til rette for natten, hører de lyde bagerst i grotten. Senere ser de to store øjne og hører en stemme, der reciterer et digt bestående af tolv stanza, nu kendt som Hallmundarkviða. Personen der taler refererer sig selv som en kæmpe og gentager digtet tre gange henover natten. Kæmpen instruerer menneskene i at huske digtet, eller vil de lide en krank skæbne. Þórðr husker digtet, men han kammerat gør det ikke, og dør det følgende år.
Hallmundarkviða har mange referencer til vulkansk aktivitet, og det er blevet foreslået, at den muligvis refererer til et vulkanudbrud på Island, hvilket kan have betydning for dateringen af digtet. Bergbúa þáttr blev sandsynligvis nedskrevet på et tidspunkt i løbet af 1200-tallet, men Hallmundarkviða er muligvis væsentligt ældre. Guðmundur Finnbogason har foreslået at det kan refererer til Sólheimajökulls udbrud i 1262. Navnet Hallmundarkviða stammer fra 1844 men der er teorier om at digtet refererer til et udbrud i 900-tallet på Hallmundarhraun.
Teksten er bevaret i fragmenter i AM 564a 4to (Pseudo-Vatnshyrna) og i papirkopier lavet af Árni Magnússon på baggrund af Vatnshyrna-manuskriptet, som gik til grunde under Københavns brand i 1728. Det er en udsædvanlig þáttr da den ikke er bevaret blandt kongesagaernes manuskripter i Flatøbogen og Morkinskinna. Kumlbúa þáttr, som er tematisk lig Bergbúa þáttr, blev ligeledes nedskrevet uden for kongesaga-manuskripterne i Vatnshyrna og i Pseudo-Vatnshyrna.